# أوستين باكستر
أوستين باكستر (21 سبتمبر 1931 - 17 يناير 1993) (بالإنجليزية: Austin Baxter)‏ هو لاعب كريكت بريطاني.

## وصلات خارجية
- أوستين باكستر على موقع إي آس بي آن كريك إنفو (الإنجليزية)